# Now and Then (serie de televisión)
Now and Then (traducido al español como Ahora y entonces) es una serie de televisión web hispano-estadounidense creada por Ramón Campos, Gema R. Neira y Teresa Fernández-Valdés para Apple TV+, siendo la primera serie española de la plataforma de streaming. Fue rodada en Miami y grabada tanto en español como en inglés, y está protagonizada por Alicia Jaziz, Marina de Tavira, Darío Yazbek, José María Yazpik, Alicia Sanz, Maribel Verdú, Jack Duarte, Manolo Cardona, Miranda de la Serna y Soledad Villamil. Se estrenó en Apple TV+ el 20 de mayo de 2022.

## Trama
Las vidas de un grupo de amigos de la universidad cambian para siempre tras un fin de semana de fiesta que acaba con uno de ellos muerto. Ahora, 20 años después, los cinco restantes se reúnen, muy a su pesar, cuando una amenaza pone en riesgo sus vidas aparentemente perfectas.

## Reparto[3]

### Principal
- Marina de Tavira como Ana Vargas de Cruz
- José María Yazpik como Pedro Cruz
- Maribel Verdú como Sofía Mendieta
- Manolo Cardona como Marcos Herrero
- Soledad Villamil como Daniela Marini
- Rosie Pérez como Flora Neruda
- Željko Ivanek como Sullivan

### Recurrente
- Alicia Jaziz como Ana Vargas (joven)
- Darío Yazbek como Pedro Cruz (joven)
- Alicia Sanz como Sofía Mendieta (joven)
- Jack Duarte como Marcos Herrero (joven)
- Miranda de la Serna como Daniela Marini (joven)
- Jorge López como Alejandro Vilas
- Ella Kweku como Belinda
- Jimmy Shaw como Francis Marwen
- Martin Fajardo como Luis Cruz
- Gala Bichir como Claudia Cruz
- Ella Galt como Jessica Thompson
- Mate Mitchell como Hugo Thompson
- Juana Acosta como Isabel
- Eduardo Noriega como Ernesto

## Capítulos
| N.º | Título                             | Dirigido por | Escrito por                                                                                               | Fecha de lanzamiento original |
| --- | ---------------------------------- | ------------ | --- | ----------------------------- |
| 1   | «20 años»                          | Gideon Raff  | Teresa Fernández-Valdés, Ramón Campos, Gema R. Neira, Curro Serrano, Javier Chacártegui y Paula Fernández | 20 de mayo de 2022            |
| 2   | «Enterrado»                        | Gideon Raff  | Teresa Fernández-Valdés, Ramón Campos, Gema R. Neira, Curro Serrano, Javier Chacártegui y Paula Fernández | 20 de mayo de 2022            |
| 3   | «Una mala decisión»                | Carlos Sedes | Ramón Campos, Gema R. Neira, Curro Serrano, Javier Chacártegui y Paula Fernández                          | 20 de mayo de 2022            |
| 4   | «Cruzar el límite»                 | Carlos Sedes | Ramón Campos, Gema R. Neira, Curro Serrano, Javier Chacártegui y Paula Fernández                          | 27 de mayo de 2022            |
| 5   | «Cara a cara»                      | Carlos Sedes | Ramón Campos, Gema R. Neira, Curro Serrano, Javier Chacártegui y Paula Fernández                          | 3 de junio de 2022            |
| 6   | «Un buen día para dar las gracias» | Carlos Sedes | Ramón Campos, Gema R. Neira, Curro Serrano, Javier Chacártegui y Paula Fernández                          | 10 de juno de 2022            |
| 7   | «Las elecciones»                   | Gideon Raff  | Ramón Campos, Gema R. Neira, Curro Serrano, Javier Chacártegui y Paula Fernández                          | 17 de junio de 2022           |
| 8   | «La cinta 35»                      | Gideon Raff  | Ramón Campos, Gema R. Neira, Curro Serrano, Javier Chacártegui y Paula Fernández                          | 24 de junio de 2022           |

## Producción
El 19 de abril de 2021, Apple TV+ anunció una serie bilingüe rodada en Miami, Now and Then, creada por Ramón Campos, Gema R. Neira y Teresa Fernández-Valdés y producida por su productora, Bambú Producciones, como el debut de la plataforma en la ficción española. El 27 de mayo, se anunció que Maribel Verdú, Marina de Tavira, Rosie Pérez, Manolo Cardona, Soledad Villamil, José María Yazpik y Željko Ivanek protagonizarían la serie; y dos semanas después se anunció que Jorge López, Alicia Jaziz, Darío Yazbek, Alicia Sanz, Jack Duarte y Miranda de la Serna interpretarían a los personajes jóvenes de la serie.
La serie está escrita por Paula Fernández, Javier Chacártegui y Curro Serrano, con Fernández como coordinadora de guion. El cineasta israelí Gideon Raff fue anunciado como productor ejecutivo de la serie (junto a Campos y Fernández-Valdés, quienes también ejercieron como los showrunners) y director de los dos primeros capítulos.

## Marketing y estreno
En febrero de 2022, Apple TV+ anunció que estrenaría la serie el 20 de mayo de 2022 y sacó las primeras imágenes de la serie. También desveló que los tres primeros capítulos se estrenarían de golpe el día del estreno, mientras que los cinco restantes saldrían cada viernes durante las próximas semanas, hasta el 24 de junio.